# Waleri Bakijewitsch Achadow

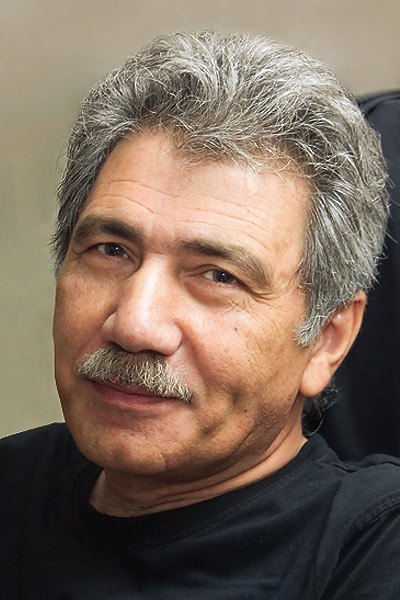
Waleri Achadow (2006)

Waleri Bakijewitsch Achadow (tadschikisch Валерий Аҳадов, englisch Valery Akhadov; russisch Вале́рий Баки́евич Аха́дов Waleri Bakijewitsch Achadow; * 9. August 1945, Samarqand, Usbekische SSR, Sowjetunion) ist ein tadschikisch-russischer Regisseur.
Im Jahre 1963 begann er Philosophie an der Moskauer Universität zu studieren. Im Jahre 1965 brach er dieses Studium ab und trat ins Gerassimow-Institut für Kinematographie ein, wo er 1971 den Abschluss machte. 1991 musste er Tadschikistan aus finanziellen Gründen verlassen und übersiedelte zuerst in die Stadt Magnitogorsk. Seit 2004 unterrichtet er am Gerassimow-Institut in Moskau.